# Stockay
Pour les articles homonymes, voir Stockay (homonymie).
Stockay est une île inhabitée du Royaume-Uni située en Écosse.